# Liste des ordres, décorations et médailles des États-Unis
Les ordres, décorations et médailles des États-Unis comprend deux types de récompenses, les décorations militaires et les décorations civiles, remises pour reconnaître des actions spécifiques à des individus ou à une unité armée.
Contrairement aux systèmes britannique ou français, il n’existe pas d'ordre honorifique aux États-Unis.

## Décorations militaires
| Désignation des rubans et distinctions |
| --- |
| Décorations individuelles |
| Medal of Honor Décernée pour "Courage et intrépidité au péril de sa vie et au-delà du devoir". |
| Décernées pour "Héroïsme extraordinaire" Army Distinguished Service Cross Navy Cross Air Force Cross |
| Distinguished Service medals Defense Distinguished Service Medal Army Distinguished Service Medal Navy Distinguished Service Medal Air Force Distinguished Service Medal Coast Guard Distinguished Service Medal |
| Silver Star Décernée pour courage "en opération" |
| Defense Superior Service Medal |
| Legion of Merit |
| Distinguished Flying Cross |
| Medailles pour héroïsme Soldier's Medal Navy and Marine Corps Medal Airman's Medal Coast Guard Medal |
| Gold Lifesaving Medal |
| Bronze Star |

| Désignation des rubans et distinctions |
| --- |
| Décorations individuelles |
| Purple Heart |
| Defense Meritorious Service Medal |
| Meritorious Service Medal |
| Air Medal |
| Silver Lifesaving Medal Aerial Achievement Medal |
| Commendation medals Joint Service Commendation Medal Army Commendation Medal Navy & Marine Corps Commendation Medal Air Force Commendation Medal Coast Guard Commendation Medal |
| Achievement medals Joint Service Achievement Medal Army Achievement Medal Navy & Marine Corps Achievement Medal Air Force Achievement Medal Coast Guard Achievement Medal       |
| Commandant's Letter of Commendation |
| Combat Action Ribbon Air Force Combat Action Medal |

Pour les médailles remises aux unités et services militaires, voir la liste des Décorations militaires des États-Unis.

## Décorations civiles
Bureau exécutif du président des États-Unis
- Médaille présidentielle de la Liberté
- Presidential Citizens Medal
- Public Safety Officer Medal of Valor
- Medal for Merit (obsolète)
- Médaille de la Liberté (obsolète)
- President's Award for Distinguished Federal Civilian Service
- Presidential Award for Excellence in Mathematics and Science Teaching
- Presidential Award for Leadership in Federal Energy Management
- Preserve America Presidential Award
- President's Environmental Youth Award
- Presidential Rank Award of Distinguished Executive
- Presidential Rank Award of Meritorious Executive
- Presidential Rank Award of Distinguished Senior Professional
- Presidential Rank Award of Meritorious Senior Professional

Congrès des États-Unis
- Chaplain's Medal for Heroism
- Congressional Gold Medal
- Congressional Silver Medal